# Zatrephes irrorata
Zatrephes irrorata là một loài bướm đêm thuộc phân họ Arctiinae, họ Erebidae.